# بنیان‌های ریاضیات
بنیان‌های رایش (به انگلیسی: Foundations of Mathematics) یا بنیان‌های ریاضیات به بررسی بنیان‌های فلسفی و منطقی و/یا الگوریتمی رایش می پردازد، یا در چِمِ گسترده‌تر، پژوهش رایشی در مورد زیربنای فلسفی سرشت و طبیعت رایش.  معلوم می شود که در مورد اخیر، مرز بین فلسفه ریاضیات و بنیان های ریاضیات کاملاً مبهم است. بنیان های ریاضیات را می توان به عنوان مطالعه در مفاهیم بنیادی ریاضیات (همچون مجموعه، تابع، شکل هندسی، عدد و ...) و این که چگونه سلسله مراتب ساختارها و مفاهیم پیچیده، به‌ویژه ساختارهایی که اهمیت بنیادینی داشته و زبان ریاضیات را شکل می دهند (مثل فرمول‌ها، نظریه ها و مدل هایشان که به فرمولها، تعاریف، اثبات‌ها، الگوریتم‌ها و ... معنا می بخشند) دید. به این مفاهیم بنیادی، مفاهیم ریاضیاتی نیز گفته می شود، بنیان ریاضیات به این مفاهیم از جنبه فلسفی و یک پارچگی ریاضیات هم نگاه می کند. جست و جو برای بنیان های ریاضیات، پرسش مرکزی در فلسفه ریاضیات است؛ طبیعت مجرد اشیاء ریاضیاتی، چالش های فلسفی خاصی را نمایان می سازد.
بنیان های ریاضیات به عنوان یک کل، به دنبال شمول تمامی مفاهیم ریاضیاتی نیست. به طور کلی، بنیان‌های ریاضیاتی یک شاخه مطالعاتی، کم و بیش تحلیلی نظام مند از پایه ای ترین و بنیادی ترین مفاهیم آن شاخه است، به گونه ای که با فهم وحدت مفهومی و ترتیب طبیعی یا سلسله مراتب مفاهیم آن، ارتباطاتی بین آن شاخه و بقیه دانش بشری یافت شود. توسعه، ظهور و شفاف سازی بنیان ها در اواخر تاریخچه ی یک شاخه مطالعاتی شکل می گیرد و ممکن است از دید همگان جذاب ترین بخش آن شاخه به حساب نیاید.
ریاضیات از زمان های کهن، به عنوان مدلی از درستی و استواری استفسار عقلانی، همیشه نقش خاصی را در تفکر علمی بازی کرده و ابزار ها یا حتی بنیادی برای دیگر علوم (به‌ویژه فیزیک) را فراهم نموده است.
بسی از تکوین های متعدد ریاضیاتی به سمت تجرید های بالاتر در اواخر قرن ۱۹ میلادی، چالش ها و تناقض نماهای جدیدی را به بار آورد که بررسی نظام مند و عمیق تری را طلب می کرد تا سرشت و محک درستی ریاضیاتی به علاوه وحدت شاخه های متعدد ریاضیات به یک کل همگن بدست آید.
جست و جو برای بنیان های ریاضیات از اواخر قرن ۱۹م شروع شد و شاخه ریاضیاتی جدیدی به نام منطق ریاضیاتی را پدید آورد که بعد ها ارتباطات قوی با علوم رایانه نظری پیدا نمود. منطق ریاضیاتی از یک سری بحران ها و نتایج متناقض نما عبور کرد تا در نهایت کشفیات این حوزه، منطق ریاضیاتی را در طی قرن بیستم به عنوان یک بدنه بزرگ و همگن از دانش ریاضیاتی به پایداری رساند که شامل مؤلفه ها و جنبه های متعدد (نظریه مجموعه ها، نظریه مدل، نظریه اثبات و ...) بوده و خواص جزئی و گونه های محتملشان هنوز هم حوزه تحقیقاتی فعالی به شمار می آید. سطح مهارت فنی بالایی که این شاخه می طلبد، الهام بخش بسیاری از فیلسوفان بود تا حدس زنند که این شاخه را می توان به عنوان مدل یا الگویی برای بنیان علوم دیگر نیز احتمالاً در آینده به کار برد.